# Natali Pronina
Natali Pronina, aussi connue sous le nom de Nataliya Aleksandrovna Filina, née le 12 août 1987 à Bakou,, est une nageuse olympique et paralympique azerbaïdjanaise. Elle nage pour l'Azerbaïdjan aux Jeux olympiques d'été de 2004, ainsi que lors de trois éditions des championnats du monde (2003, 2005 et 2009). Elle remporte également une médaille d'or et quatre médailles d'argent aux Jeux paralympiques d'été de 2012 à Londres, au Royaume-Uni, faisant d'elle l'athlète la plus titrée d'Azerbaïdjan pour ces Jeux.

## Biographie
Natali Pronina se qualifie pour le 100 mètres brasse féminin aux Jeux olympiques d'été de 2004 à Athènes, en recevant une place d'universalité de la FINA, avec un temps d'entrée de 1:19,49. Elle défie sept autres nageuses dans la première manche, dont la bolivienne Katerine Moreno, qui participe à ses troisièmes Jeux olympiques depuis 1988. Elle arrive à la quatrième place avec près de deux secondes de retard sur la gagnante Moreno en 1: 20,21. Natali Pronina ne réussit pas à se qualifier pour les demi-finales, puisqu'elle se classe quarante-quatrième au classement général des préliminaires,.